# Круглоозёрка (Новосибирская область)
Круглоозёрка — деревня в Барабинском районе Новосибирской области. Входит в состав Шубинского сельсовета.

## География
Площадь деревни — 12 гектар.

## История
В 1926 году состояла из 120 хозяйств, основное население — русские. Центр Круглоозёрского сельсовета Барабинского района Барабинского округа Сибирского края.

## Население
| 1926 | 2002 | 2007 | 2010 |
| ---- | ---- | ---- | ---- |
| 625  | ↘171 | ↘163 | ↘98  |

## Инфраструктура
В деревне по данным на 2007 год функционирует 1 учреждение здравоохранения.